# Kerti szipoly
A kerti szipoly vagy kerti cserebogár (Phyllopertha horticola) a ganajtúrófélék családjába tartozó, Eurázsiában honos bogárfaj. 

## Megjelenése
A kerti szipoly testhossza 7-12 mm. Testalkata széles megnyúlt, szárnyfedőinek szélei nagyjából párhuzamosak, előtora zöldes fémfényű, szárnyfedője barna. Felső felszíne finoman pontozott és ritkásan, de jól láthatóan szőrözött. Háromlemezes csápjai feketék, bár az első íz lehet barna is. Előtora domború, fényes; hátsó sarkai csúcsosak, hátsó oldala hullámos, színe fémfényű zöldesfekete. A pajzsocska (scutellum) nagy és háromszögletű, az előtorhoz hasonló színű. A szárnyfedők halványabb vagy sötétebb gesztenyebarnák, oldalt és a varratnál általában sötétebbek. Felszínén durván pontozott barázdák húzódnak. Lábai erőteljesek és szőrösek. Az első láb lábszárának (tibia) elülső végén két nagy tüske látható; a középső és hátsó lábszárak kívülről fogazottak, végükön erős sarkantyúval. A lábszár (tarsus) utolsó íze görbült és hosszabb a többinél, karmai erősen befelé görbülnek. A nőstények szélesebbek; szárnyfedőik kevésbé megnyúltak és jól láthatóan szélesebbek az előtor alsó szélénél.

### Hasonló fajok
A kétszínű kiscserebogár kisebb (5-8 mm) és előtora fekete.

## Elterjedése
Eurázsiában honos, a Brit-szigetektől Közép-Ázsián keresztül egészen Japánig. Főleg Közép-, és Észak-Európában gyakori, Nyugat-Franciaországban és Lengyelországtól keletre már ritka. Megtalálható Dél-Skandináviában is.  

## Életmódja
Meszes talajú rétek, bozótosok, tisztások, fákkal tarkított legelők lakója. Időnként nagy számban elszaporodhat. Az imágókkal május közepétől júliusig lehet találkozni. Nappal, főleg meleg időben aktívak, szívesen repülnek is. A bábból való kikelés után néhány napig-hétig a fák lombozatában, a virágokon táplálkoznak, erőt gyűjtenek, majd május közepén-végén megkezdődik a párzási időszak. A párzásra általában este vagy éjszaka, a talajon kerül sor. A nőstények május végétől mintegy 30 petét raknak a talajba 5-20 cm mélyen; kis idő múlva ezt néhány kilométerrel arrébb ezt megismétlik. A lárvák három hét múlva kelnek ki és a különféle füvek gyökereivel táplálkoznak. Gyorsan fejlődnek, első vedlésükre három hét, a másodikra további négy hét múlva kerül sor. A végső fejlődési stádiumot augusztusban érik el; ezután októberig még kis mélységben táplálkoznak, majd mélyebbre ássák magukat, hogy átteleljenek. Tavasszal kb. 20 cm mélyen bebábozódnak és 3-4 hét múlva kikel az imágó, amely néhány napig még helyben marad, hogy kitinpáncélja megerősödjék. Előbújásuk általában szinkronizált, és nagyobb tömegben egyszerre jelennek meg. Régebben gyakoribb volt, a gyepben és a fiatal fák lombjában jelentősebb károkat is okozhatott. 

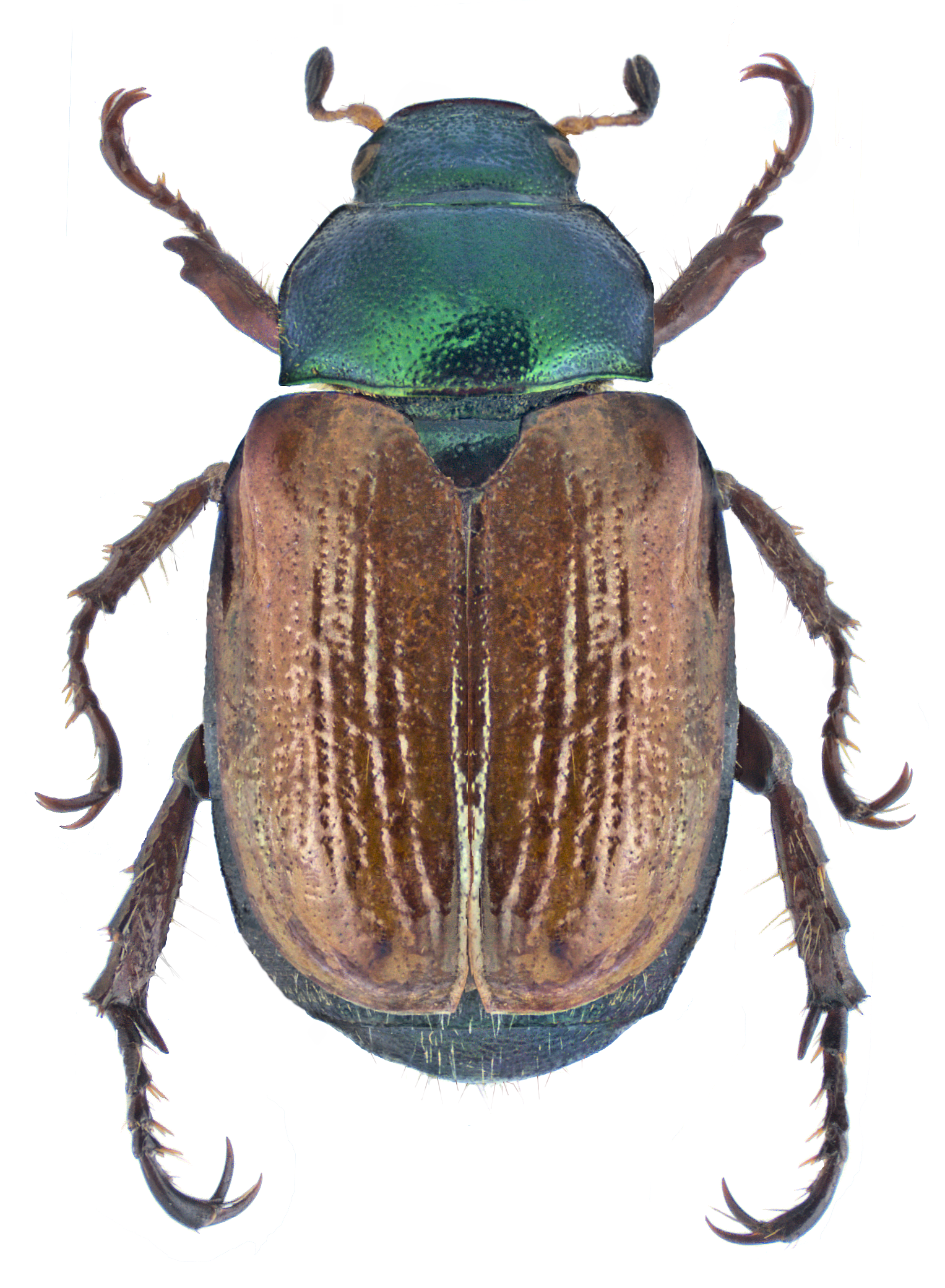
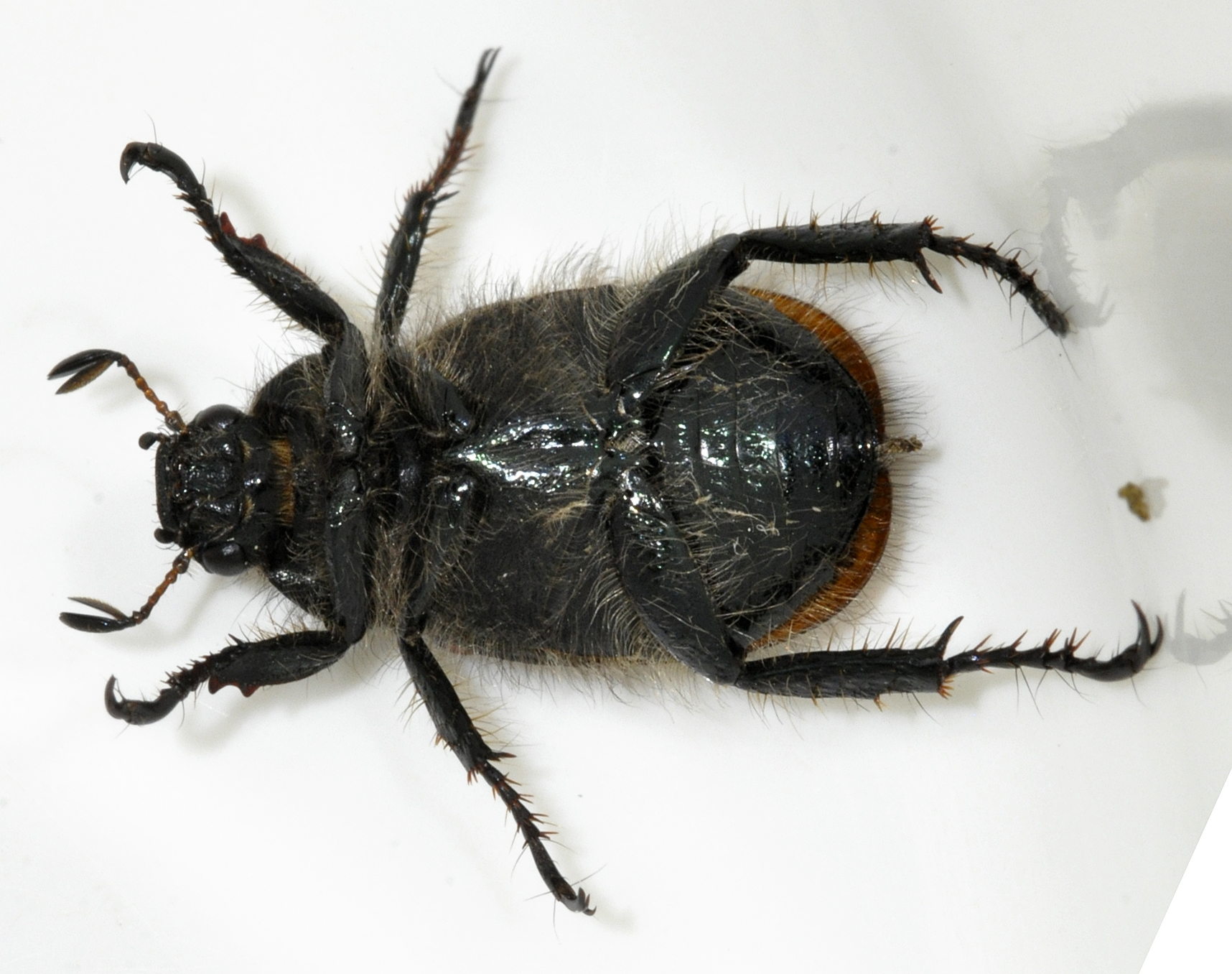
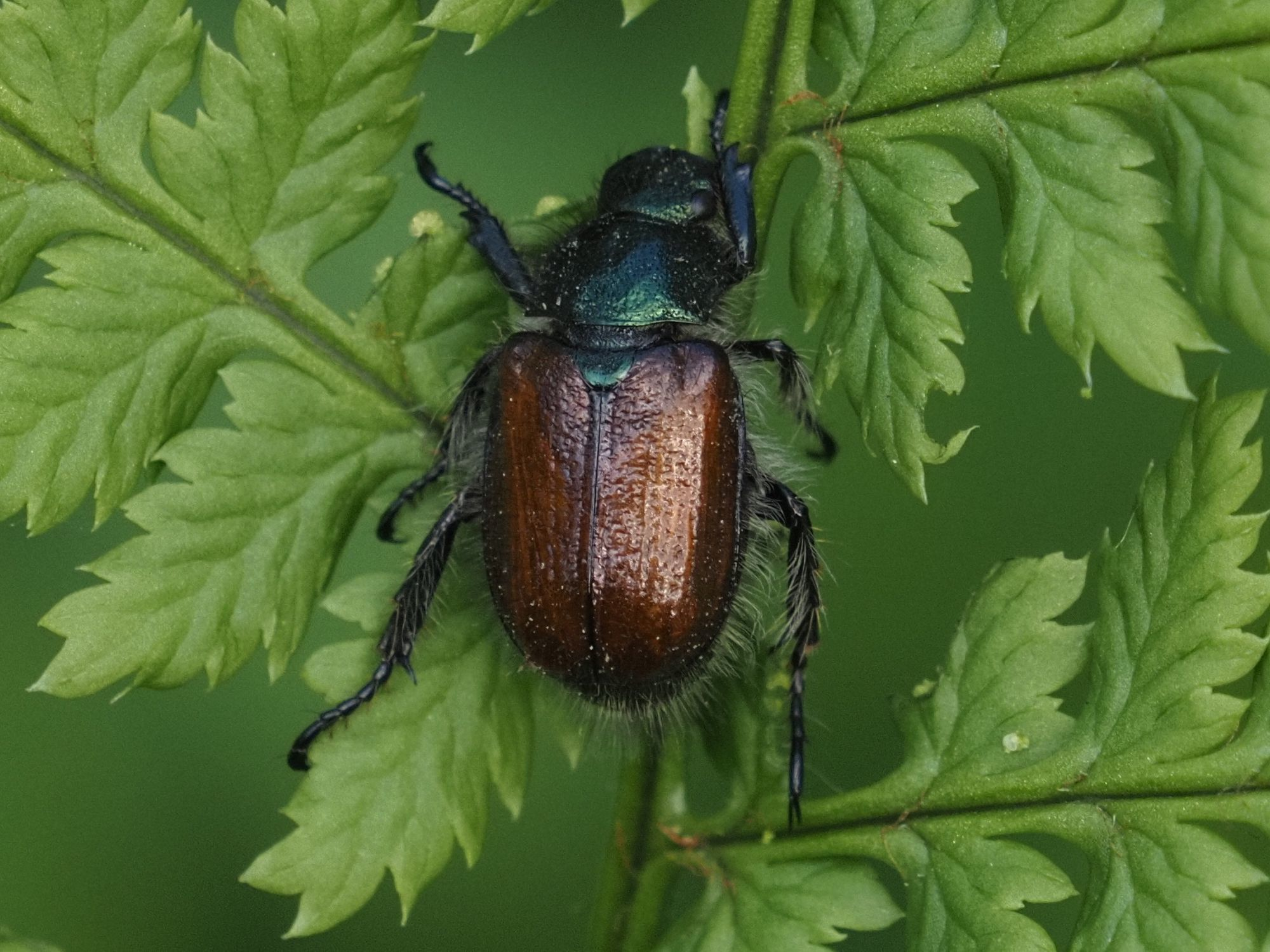
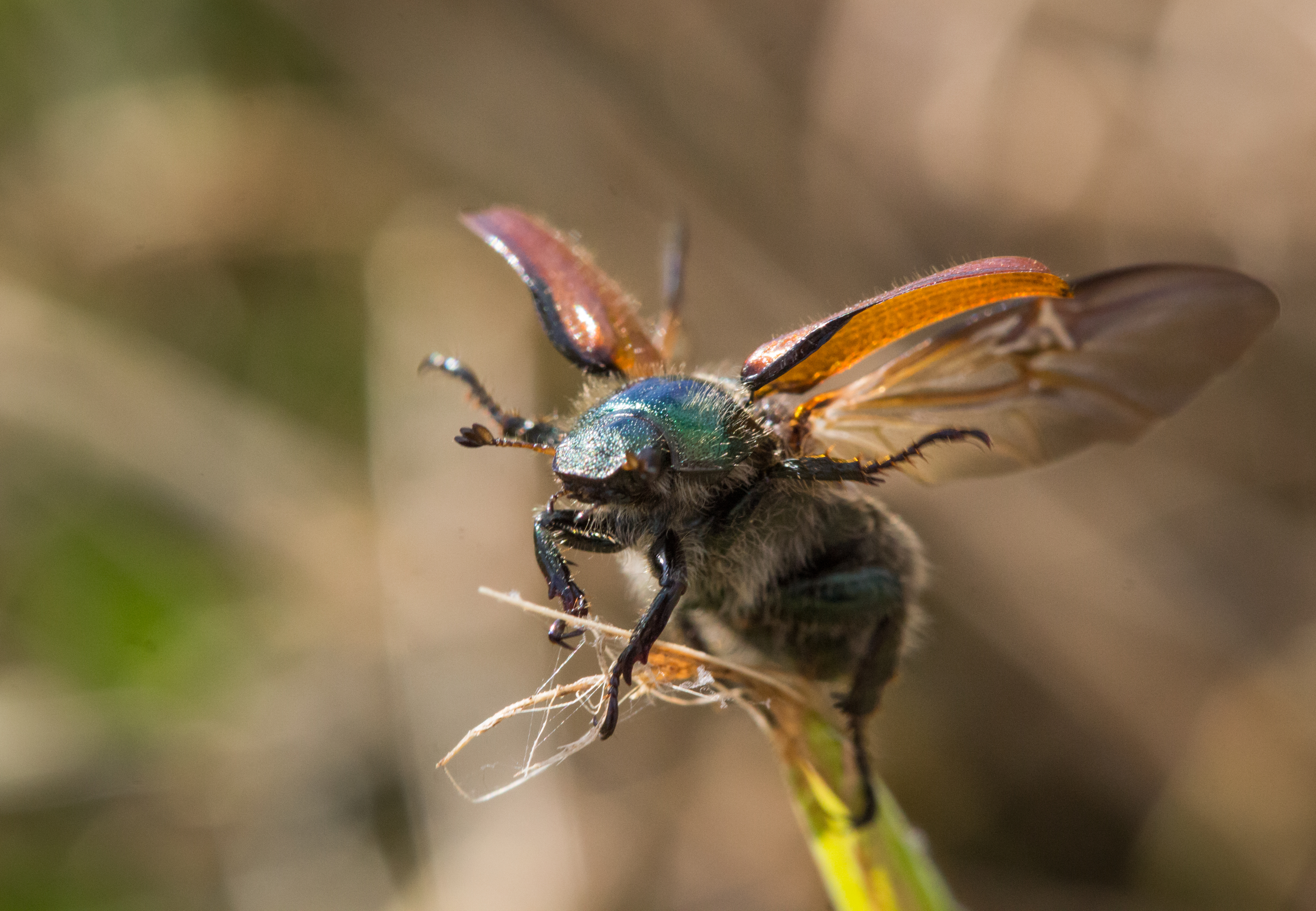
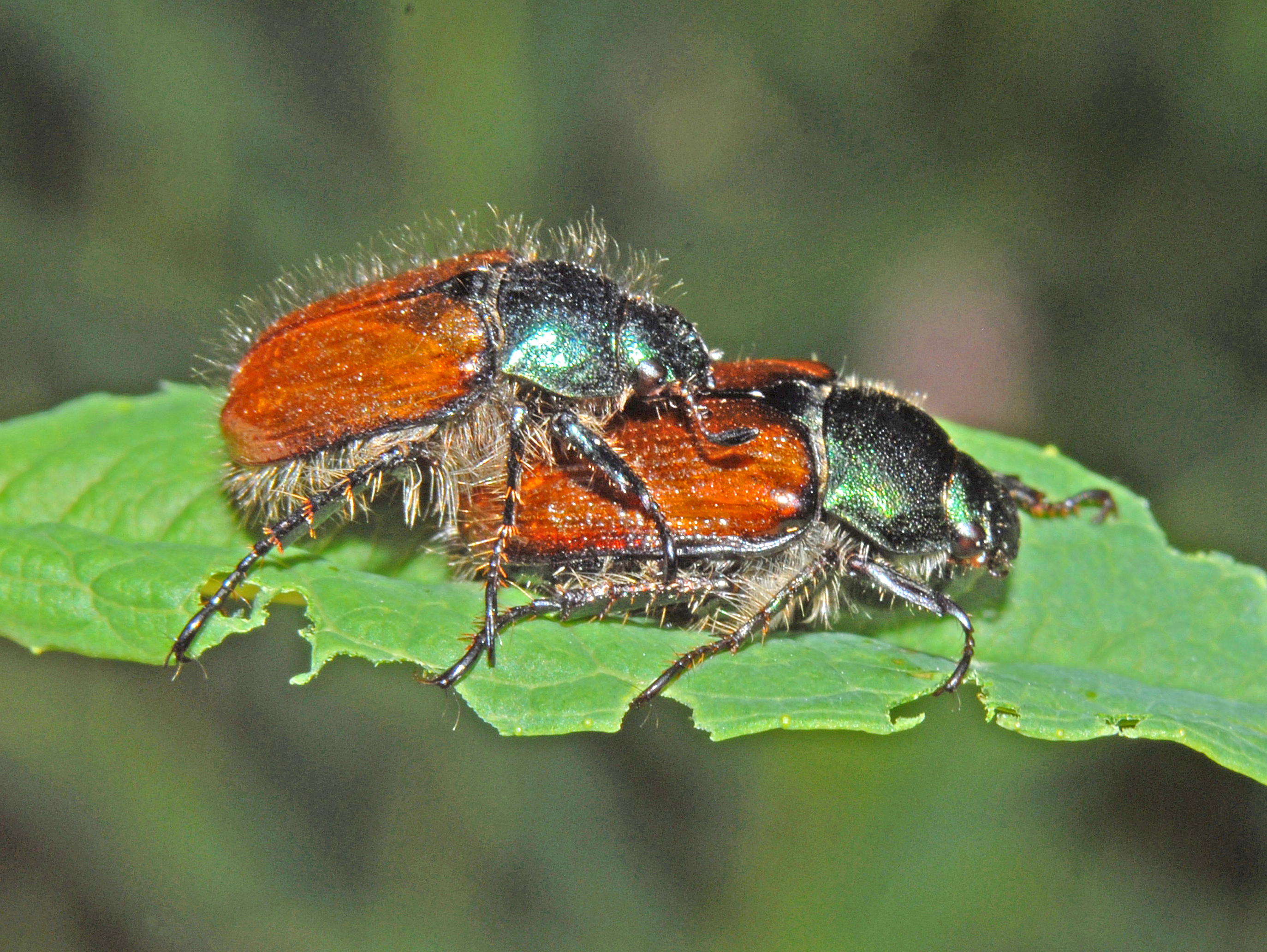

Magyarországon nem védett.